# Dausa
Dausa è una suddivisione dell'India, classificata come municipality, di 61.589 abitanti, capoluogo del distretto di Dausa, nello stato federato del Rajasthan. In base al numero di abitanti la città rientra nella classe II (da 50.000 a 99.999 persone).

## Geografia fisica
La città è situata a 26° 52' 60 N e 76° 19' 60 E e ha un'altitudine di 326 m s.l.m..

## Società

### Evoluzione demografica
Al censimento del 2001 la popolazione di Dausa assommava a 61.589 persone, delle quali 32.848 maschi e 28.741 femmine. I bambini di età inferiore o uguale ai sei anni assommavano a 9.565, dei quali 5.154 maschi e 4.411 femmine. Infine, coloro che erano in grado di saper almeno leggere e scrivere erano 40.387, dei quali 24.945 maschi e 15.442 femmine.